# Wilhelm Otto Eugen Ruhland
Wilhelm (Willy) Otto Eugen Ruhland (Schleswig, 7 de agosto de 1878 - Fichtenau, 5 de enero de 1960) fue un botánico, fisiólogo vegetal y micólogo alemán.

## Vida
Era hijo de un secretario de gobierno y en 1896 ingresó en la Escuela de Colonia en Berlín. Estudió botánica en la Universidad Humboldt de Berlín, y en 1899 se graduó con el trabajo Untersuchungen zu einer Morphologie der stromabildenden Shaeriales auf entwickelungsgeschichtlicher Grundlage (Estudios sobre la morfología en Shaeriales causantes de estroma basados en la ontogenia). En 1903 obtuvo su habilitación.
Después de varios años en el "Centro Imperial de Investigaciones Biológicas para la Agricultura y la Silvicultura", en 1911 fue profesor de botánica en la Universidad Martín Lutero de Halle-Wittenberg, donde se concentró principalmente en cuestiones agronómicas. En 1918 aceptó una cátedra en la Universidad de Tubinga Eberhard Karl. En 1922 se trasladó como profesor de Botánica a la Universidad de Leipzig, donde también dirigió el Jardín botánico de la Universidad. A partir de 1947 Ruhland fue profesor visitante en la Universidad de Erlangen-Núremberg Friedrich Alexander.
Fundó en 1925 la revista »Planta« (Archivos de botánica científica). Coronó su obra con la publicación de Handbuch der Pflanzenphysiologie (Manual de fisiología vegetal) en 18 volúmenes (1955 hasta 1967).

## Algunas publicaciones
- Como ed. Handbuch der Pflanzenphysiologie. 18. Bd. Berlín: Springer 1955–1967
- 1905. Der Hallimasch, ein gefährlicher Feind unserer Bäume. Parey. 4 pp.

### Libros
- 1966. Eriocaulaceae. H.R. Engelmann (J. Cramer). 294 pp.
- 1965. Differenzierung und Entwicklung. Volumen 1 y 15 del Handbuch der Pflanzenphysiologie. Springer. 1.647 pp.
- 1961. Wachstum und Wuchsstoffe. Volumen 14 del Handbuch der Pflanzenphysiologie. Springer. 1.357 pp.
- 1961. Aussenfaktoren in Wachstum und Entwicklung. Volumen 16 del Handbuch der Pflanzenphysiologie. Springer-Verlag. 950 pp.
- 1960. Plant respiration inclusive fermentations and acid metabolism. Volumen 12 de Encyclopedia of plant physiology. Springer-Verlag. 1.121 pp.
- 1958. Nitrogen metabolism. Volumen 8 de Encyclopedia of plant physiology. Springer-Verlag. 1.310 pp.
- 1956. General physiology of the plant cell. Volumen 2. Springer-Verlag. 1.072 pp.
- 1956. Water relations of plants. Volumen 3 de Encyclopedia of plant physiology. Springer-Verlag. 1.073 pp.
- wilhelm Ruhland, eric Ashby. 1955. Encyclopedia of plant physiology. Springer-Verlag. 870 pp.
- 1899. Untersuchungen zu einer Morphologie der Stromabildenden Sphaeriales auf entwickelungsgeschichtlicher Grundlage. Druck von C. Heinrich. 48 pp.

## Reconocimientos
Miembro
- Leopoldina
- Academia Sajona de Ciencias

## Eponimia
- (Dichapetalaceae) Dichapetalum ruhlandii Engl.[1]
- (Eriocaulaceae) Eriocaulon ruhlandii Schinz[2]
- (Eriocaulaceae) Paepalanthus ruhlandii Silveira ex Ruhland[3]
- (Urticaceae) Procris ruhlandii H.Schroet.[4]